# Пати Право
Па̀ти Пра̀во (на италиански: Patty Pravo), сценичен псевдоним на Николѐта Страмбѐли (Nicoletta Strambelli) (Венеция, 9 април 1948 г.), е италианска певица.
С продадени сто и единайсет милиона албума в кариерата си Пати е втората изпълнителка по брой продажби след Мина и третата италианска изпълнителка с най-голям търговски успех.
Тя е една от шестимата италиански изпълнители, които имат продадени над 100 милиона копия: само сингълът ѝ La bambola („Куклата“) има общо 40 милиона копия, което я прави една от най-познатите и продавани италиански песни в чужбина. Към 2022 г. е участвала десет пъти на Фестивала на италианската песен в Санремо, като на девет от тях се класира за финалната вечер. Удостоена е с множество награди, сред които Награда на критиката „Мия Мартини“ и много други престижни национални и международни признания.
Сред най-широко познатите ѝ и успешни песни се нареждат La bambola („Куклата“) от 1968 г., Pazza idea („Луда идея“) от 1973 г., Pensiero stupendo („Чудесна мисъл“) от 1978 г. и …e dimmi che non vuoi morire („…и ми кажи, че не искаш да умреш“) от 1997 г.

## Биография
Пати Право е родена във Венеция в бедно семейство – баща ѝ е водач на моторна лодка. Прекарва първите си години в района „Санта Марта“ в дома на баба си, на която родителите на Пати, живеещи в квартала Местре, я дават да я гледа. Във Венеция има възможността да се запознае с кардинал Анджело Ронкали (бъдещият папа Йоан XXIII) и американския поет Езра Паунд. Още от малка учи танци и пиано в консерваторията „Бенедето Марчело“, а когато е на четири години, следва курс по диригентство.
След смъртта на дядо си отпътува за Лондон, но само два дни по-късно се връща в Италия и се установява в Рим, където започва да се изявява под псевдонима Гай Маджента. Адвокатът и агент Албериго Крочета я открива по време на вечеринка в легендарната дискотека „Пайпър Клъб“ (Piper Club; известна дискотека в Рим, която с времето става символ за времето си), поради която е наричана Момичето от „Пайпър“ (La ragazza del Piper). Изборът за псевдонима Право е заимстван от Дантевия Ад в „Божествена комедия“ (Guai a voi, anime prave!; на български: „О, горко вам, души във грях паднали!“, тоест злобен, проклет, злостен).

### 60-те години: Дебют

#### 1966 – 1967 г.: Момичето от „Пайпър“
През 1966 година певицата издава към музикалната компания А Ере Чи (принадлежаща на „А Ере Чи Италиана“) първия си сингъл – Ragazzo triste („Тъжно момче“; кавър на италиански на But You're Mine на Сони и Шер), с който участва в телевизионното предаване Scala Reale на 12 ноември 1966 г. и който държи първенството за първата поп песен, излъчена по Радио Ватикана, вокато RAI цензурира следния стих: „[…] scoprire insieme il mondo che ci apparterrà“ („да открием заедно света, който ще ни принадлежи“), превръщайки го в „[…] scoprire insieme il mondo che ci ospiterà“ („да открием заедно света, който ще ни приюти“).
За момичето от „Пайпър“ това е само първият от дълга поредица успехи на песни от типа мелодичен бийт за 1967 година: Qui e là („Тук и там“; кавър на Holy Cow на Лий Дорси) и Se perdo te („Ако те загубя“; кавър на италиански на The Time Has Come на П. П. Арнолд), която остава класика в репертоара ѝ, както и едно от най-значителните ѝ изпълнения.
Отново през 1967 г. е и първата поява на Пати в киното – в Passeggiando per Subiaco – късометражен филм, заснет и продуциран от Тулио Пиачентини, в който изпълнява Qui e là; сред другите актьори присъства младият Лучо Дала с песента Il cielo („Небето“).
Същата година участва в сериала TuttoTotò в епизода Totò Ye Ye в ролята на водеща. Към края на епизода изпълнява Sto con te („Аз съм с теб“). Участва и в няколко други филма, сред които: Una ragazza tutta d'oro („Момиче, цялото от злато“), в който изпява Ragazzo triste, неиздадената тогава Respect („Уважение“) и L'immensità („Необятността“), а в I ragazzi di Bandiera Gialla („Момчетата на жълтото знаме“), Il ragazzo che sapeva amare („Момчето, което знаеше да обича“) и La coppia più bella del mondo („Най-красивата двойка на света“) – Qui e là.

#### 1968 – 1969 г.: Успехът наLa bambolaи утвърждаване като певица
През 1968 година е издадена песента La bambola („Куклата“), която никога не се е харесвала на певицата, понеже я принуждава да влезе в стереотипния образ на жена, зависима напълно от своя мъж. Сингъловата плоча, която на 4 май 1968 г. се класира на първо място и се задържа на него за цели девет седмици, се превръща в огромен успех, както и във „визитна картичка“ за певицата с повече от девет милиона продадения копия (които през годините достигат до четиресет милиона в цял свят). С нея Пати участва в телевизионното предаване Canzonissima на 28 септември същата година. В Италия плочата е на второ място по продаваемост за 1968 година.
Впоследствие в класациите влизат Sentimento („Чувство“) и Tripoli 1969 (на Паоло Конте), с които участва на Canzonissima същата година.
В дебютния албум на певицата, издаден към компанията А Ере Чи („А Ере Чи Италиана“), са включени първите ѝ успехи: La bambola, Ragazzo triste, Se perdo te, Qui e là, както и други песни, издадени на сингълови плочи, включително и кавър версии на значими за времето си песни (като Yesterday и With a Little Help from My Friends на „Бийтълс“). Албумът е четвъртият най-продаван за годината.
Следват множество участия в телевизионни предавания, както и в реклами за сладоледената марка „Алджида“, за която са направени няколко рекламни спота, в които изпълнява Qui e là, Se c'è l'amore („Ако я има любовта“), Ci amiamo troppo („Много се обичаме“), La bambola и неиздадената Vecchio mondo („Стар свят“). С руси коси, слаба, много чаровна, открита и знаменоска на поколението на шейсетте години на миналия век, Пати има привлекателен и жизнен вид, който ще я превърне в символ на женската еманципация и в идол на бийт културата.

### 80-те години

#### 1980 – 1983 г.: САЩ
В началото на новото десетилетие Пати Право набляга на страненето си от медиите, което се забелязва от няколко години преди това поради продължителните нападки върху личния ѝ живот от страна на жълтата преса, която я представя като обедняла и дрогирана. Вследствие на това напуска Италия за известно време и се установява в Калифорния.
През 1980 г. позира гола за списанието „Плейбой“, а през 1981 г. – и за „Плеймен“. В началото на 1982 г., все още в САЩ, работи върху рок албума Cerchi („Кръгове“) с помощта на американския музикант Пол Мартинес, Дейвид Кейн, както и със своя дългогодишен автор Маурицио Монти. Албумът е записан в „Отомат Студио“ в Сан Франциско и е издаден от Чи Би О, собственост на продуцента Корадо Бакели. Обстоятелствата около записването на албума остават относително неизвестни, а плочата остава неприета от широката общественост и не жъне желания успех. Вследствие на това не след дълго замисленото турне се отменя. Същата година певицата сключва брак с американския китарист Джон Едуард Джонсън от групата „Флеймин Груувийс“.
След като позира гола за „Пентхаус“), се надига известен шум около груповите ѝ снимки в италианските списания „Мен“ и „Ле Оре“ през 1983 г.

#### 1984 – 1985 г.: Завръщане на Фестивала в Санремо и Чи Джи Ди
След четиринайсет години от първото си участие певицата се завръща на сцената на театър „Аристон“ в Санремо за 34-тото издание на музикалния фестивал. Изпълнява песента Per una bambola („За една кукла“) по текст и музика на Маурицио Монти. Тоалетите в японски стил, които носи по време на изпълненията си, са дело на Джани Версаче, а прическите – на Марчело Казони.
Песента се класира на десето място, но за вида и сценичното си изпълнение певицата е удостоена с Наградата на критиката. Въпреки неодобрението на певицата компанията Чи Джи Ди решава да издаде албума Occulte persuasioni („Скрито убеждаване“), по който Пати работи с Рикардо Кочанте и Паоло Конте (под псевдонима Солинго). Издаден е и сингълът Per una bambola/Viaggio.
Същата година заглавната песен Occulte persuasioni (с автор Паоло Конте) е използвана като крайна шапка на телевизионното шоу Giallo sera. Към края на 1984 г. Пати Право участва в шоуто „Премиатисима“, излъчвано по Канале Чинкуе, в което изпълнява някои от най-значимите италиански песни за века, като Il terzo uomo (три изпълнения), Mille lire al mese, Come le rose (две изпълнения), La danza di Zobra (три изпълнения), Che m'è 'mparato a fà и Il negro Zumbon; същите песни изпълнява и по време на новото си турне, озаглавено Occulte persuasioni tour, на което участва и японският мим Хал Яманоучи.
През 1985 г. участва във „Фестивалбар“ с песента Menù („Меню“), която е издадена като сингъл. Продажбите на сингъла обаче не са удовлетворетелни за певицата, което води до края на договора ѝ с компанията Чи Джи Ди. На 18 септември певицата участва в концерта Italy for Italy („Италия за Италия“), осъществен с цел събиране на средства вследствие на бедствието от наводненията във Вал ди Става и Вал ди Фиеме в Северна Италия. На него изпълнява някои от хитовете си, сред които и песента Poesia на Рикардо Кочанте, изпълнена на пиано в дует с Орнела Ванони.

#### 1986 – 1987 г.: ПеснитеPigramente signoraиContatto
През 1986 г. Пати Право сключва договор със звукозаписната компания „Върджин Рекърдс“ и представя на 37-ото издание на Фестивала в Санремо през 1987 г. песента Pigramente signora („Госпожа по мързелив начин“), по време на чието изпълнение на сцената е със статив, от който чете текста си. Още докато се провежда изданието, певицата е обвинена в плагиатство, понеже става ясно, че песента е напълно сходна с To the Morning („На утрото“) на Дан Фогълбърг, на която певицата дори записва пробна версия на английски преди участието си.
Вследствие на това договорът ѝ към „Върджин Рекърдс“ е преустановен, а заедно с него – и издаването на замисления студиен албум с нови песни. Издаден е сингълът Pigramente signora/Specchio, specchio, chissà chi è…, който включва единствено плагиатстваната песен, докато втората песен изобщо не присъства като запис на плочата. Плочата е издадена само в един тираж. Вследствие на случилото се Пати е спомената като авторка на текста заедно с Франка Еванджелисти и плаща правата на Фогълбърг.
След няколко месеца сключва договор с френската компания „Карер“ за издаването на сингъла Contatto („Контакт“), с който участва на „Фестивалбар“ и други телевизионни предавания. След това претърпява почти двугодишно затишие в кариерата си, през което търси нови музикални обзори и автори.

#### 1989 г.: АлбумътOltre l'Eden…
По време на затишието, последвало участието ѝ в Санремо през 1987 г., Пати Право записва албума Oltre l'Eden… („Отвъд Еден…“) заедно с Паоло Досена и Джовани Улу. Въпреки че записите за албума са осъществени в пълна свобода и почти в една непрекъсната сесия, след сключения от Пати договор със звукозаписната компания „Фонит Четра“, компанията налага малки изменения по отношение на подредбата на песните, както и по аранжиментите им, особено върху песните Ragazza passione и La viaggiatrice – Bizanzio.
Албумът е продуциран от Паоло Досена и от самата певица, която е и авторка на почти всички песни в него (с изключение на Terra di nessuno, Penelope и Un amore). След издаването му заявява, че е разочарована и неудовлетворена, вероятно поради наложените промени, които нарушават непринудеността на оригиналните записи.

## Дискография
| - 1968 – Patty Pravo - 1969 – Concerto per Patty - 1970 – Patty Pravo - 1971 – Bravo, Pravo - 1971 – Di vero in fondo - 1971 – Per aver visto un uomo piangere e soffrire Dio si trasformò in musica e poesia - 1972 – Sì… incoerenza - 1973 – Pazza idea - 1974 – Mai una signora - 1975 – Incontro - 1976 – Tanto - 1976 – Patty Pravo - 1978 – Miss Italia - 1979 – Munich Album - 1982 – Cerchi - 1984 – Occulte persuasioni - 1989 – Oltre l'Eden… - 1990 – Pazza idea eccetera, eccetera… - 1994 – Ideogrammi - 1998 – Notti, guai e libertà - 2000 – Una donna da sognare - 2002 – Radio Station - 2004 – Nic-Unic - 2007 – Spero che ti piaccia… Pour toi - 2011 – Nella terra dei pinguini - 2016 – Eccomi - 2019 – Red | - 1997 – Bye Bye Patty - 2001 – Patty Live '99 - 2009 – Live Arena di Verona – Sold Out - 2018 – Live Teatro Romano di Verona & La Fenice di Venezia - 2002 – 100% Patty - 2013 – Meravigliosamente Patty - 2017 – Patty Pravo – Rarities 1967 - 1993 – I protagonisti: Patty Pravo (видеокасета) - 1997 – Bye Bye Patty – Patty Pravo Live al Piper (видеокасета и дивиди) - 1997 – The Life on My Own – La vita a modo mio (видеокасета) - 2009 – Circola un video su di me… (дивиди) - 2018 – Live Teatro Romano di Verona & La Fenice di Venezia (дивиди) |

## Участия на музикални събития

### Фестивал на италианската песен в Санремо
| Издание | Изпълнител              | Песен                                                             | Автори                                                                                                | Категория     | Място             | Награда                                                                                        |
| ------- | ----------------------- | ----------------------------------------------------------------- | --- | ------------- | ----------------- | ---------------------------------------------------------------------------------------------- |
| 1970    | Пати Право и Литъл Тони | La spada nel cuore („Меч в сърцето“)                              | текст: Могол, музика: Карло Донида                                                                    | „Изпълнители“ | 5                 |                                                                                                |
| 1984    | Пати Право              | Per una bambola („За една кукла“)                                 | текст и музика: Маурицио Монти                                                                        | „Шампиони“    | 10                | Награда на критиката „Мия Мартини“                                                             |
| 1987    | Пати Право              | Pigramente signora („Госпожа по мързелив начин“)                  | текст: Франка Еванджелисти, музика: Дан Фогълбърг                                                     | „Шампиони“    | 20                | По време на фестивала става ясно, че песента е плагиатство на To the Morning на Дан Фогълбърг. |
| 1995    | Пати Право              | I giorni dell'armonia („Дните на спокойствието“)                  | текст: Маурицио Монти, музика: Джовани Улу                                                            | „Шампиони“    | 20                |                                                                                                |
| 1997    | Пати Право              | …e dimmi che non vuoi morire („…и ми кажи, че не искаш да умреш“) | текст: Васко Роси, музика: Гаетано Курери, Роберто Фери                                               | „Шампиони“    | Финал             | Награда на критиката „Мия Мартини“ и Награда за най-добра музика                               |
| 2002    | Пати Право              | L'immenso („Необятността“)                                        | текст: Фабрицио Карарези, Лара Темпестини, музика: Роберто Пако                                       | „Шампиони“    | 16                |                                                                                                |
| 2009    | Пати Право              | E io verrò un giorno là („И някой ден ще дойда там“)              | текст и музика: Андреа Кутри                                                                          | „Артисти“     | Финал             | Награда на Италианската фонографска асоциация                                                  |
| 2011    | Пати Право              | Il vento e le rose („Вятърът и розите“)                           | текст: Диего Калвети, Марко Чапели, музика: Диего Калвети, аранжимент: Диего Калвети, Лапо Консортини | „Артисти“     | Не стига до финал |                                                                                                |
| 2016    | Пати Право              | Cieli immensi („Необятно небе“)                                   | текст и музика: Фортунато Дзампалионе                                                                 | „Шампиони“    | 6                 | Награда на критиката „Мия Мартини“                                                             |
| 2019    | Пати Право и Брига      | Un po' come la vita („Малко като живота“)                         | Дзиба, Марко Ретани, Диего Калвети, Брига                                                             | „Шампиони“    | 21                |                                                                                                |